# Hyalinobatrachium ibama
Hyalinobatrachium ibama är en groddjursart som beskrevs av Pedro M. Ruiz-Carranza och Lynch 1998. Hyalinobatrachium ibama ingår i släktet Hyalinobatrachium och familjen glasgrodor. IUCN kategoriserar arten globalt som sårbar. Inga underarter finns listade i Catalogue of Life.